# Kim Tae-hun
Kim Tae-hun (Wonju, 15 agosto 1994) è un taekwondoka sudcoreano, medaglia di bronzo nella categoria 58 kg alle Olimpiadi di Rio de Janeiro 2016 e tre volte campione mondiale.

## Palmarès
- Giochi olimpici

Rio de Janeiro 2016: bronzo nei 58 kg.
- Campionati mondiali

Puebla 2013: oro nei 54 kg.
Čeljabinsk 2015: oro nei 54 kg.
Muju 2017: oro nei 54 kg.
- Giochi asiatici

Incheon 2014: oro nei 54 kg.
- Campionati asiatici

Tashkent 2014: oro nei 54 kg.